# Королевка (Фастовский район)
Королевка (укр. Королівка) — село, входит в Фастовский район Киевской области Украины.
Население по переписи 2001 года составляло 583 человека. Почтовый индекс — 08554. Телефонный код — 4565. Занимает площадь 2,65 км². Код КОАТУУ — 3224985404.

## Местный совет
08553, Київська обл., Фастівський р-н, с.Пилипівка, вул.Леніна,60а

## История
Село Королевка было в составе Кожанской волости Васильковского уезда Киевской губернии. В селе была Михайловская и Троицкая церкви. Священнослужители церквей:
- Михайловская церковь
  - 1836 - священник Иван Зубачевский, псаломщик Николай Креминский
- Троицкая церковь
  - 1799-1811 - священник Федор Ерофеевич
  - 1836 - священник Елизар Трезвиный